# محطة الدار البيضاء المسافرين
محطة الدار البيضاء المسافرين هي محطة قطار في مدينة الدار البيضاء بالمغرب ويتم إدارتها بشكل كامل من طرف المكتب الوطني للسكك الحديدية.
وتتوفر على محلات تجارية ومقاهي ومطاعم إتباعاً للإستراتيجية الجديدة للمكتب الوطني للسكك الحديدية والتي تهدف إلى جعل مختلف محطات القطار عبارة عن مجمعات تجارية وليس فقط محطات قطار عادية.

## تاريخ
يعود بناء المحطة إلى سنة 1923 في حي بلفدير من طرف شركة السكك الحديدية في المغرب خلال فترة الحماية الفرنسية على المغرب.
تم تدشين المحطة الجديدة لإستقبال قطار البراق الفائق السرعة يوم 22 نوفمبر 2018، وأشرف على ذلك المدير العام للمكتب الوطني السكك الحديدية محمد ربيع الخليع. وتصل القطارات إلى المحطة بخطوط مباشرة من كبرى مدن المملكة المغربية.

## وجهات
تخدم محطة الدار البيضاء المسافرين الوجهات التالية عدة وجهات وبقطارات مختلفة، منها قطارات البراق التي يتم تشغيلها على خط الدار البيضاء - الرباط - القنيطرة - طنجة، وقطارات الأطلس التي يتم تشغيلها على الخطوط المتوجهة إلى طنجة ومراكش ومكناس وفاس ووجدة وخريبكة، وقطارات آخرى مخصصة للوجهات المحلية كمطار محمد الخامس والجديدة.

## ولوج
يمكن الولوج إلى محطة الدار البيضاء المسافرين من محطة طرامواي الدار البيضاء المسافرين على الخط الأول لطرامواي الدار البيضاء.
ويمكن كذلك الوصول إلى المحطة عبر حافلات شركة ألزا من خلال الخطوط 43 و 55 و 90.

## معرض الصور

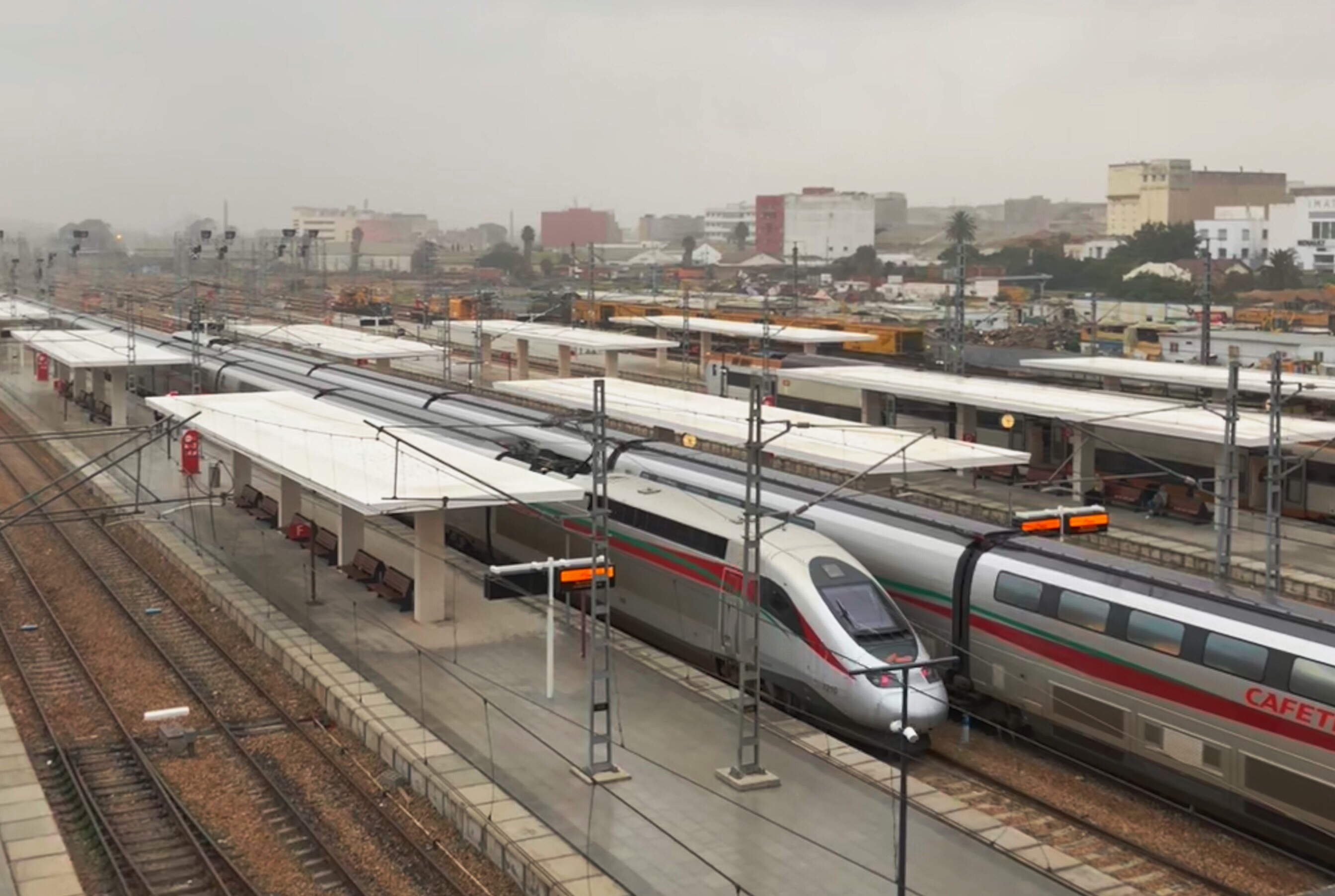
قطاران من نوع ألستوم أورودوبلاكس على خط البراق الفائق السرعة في محطة الدار البيضاء المسافرين.
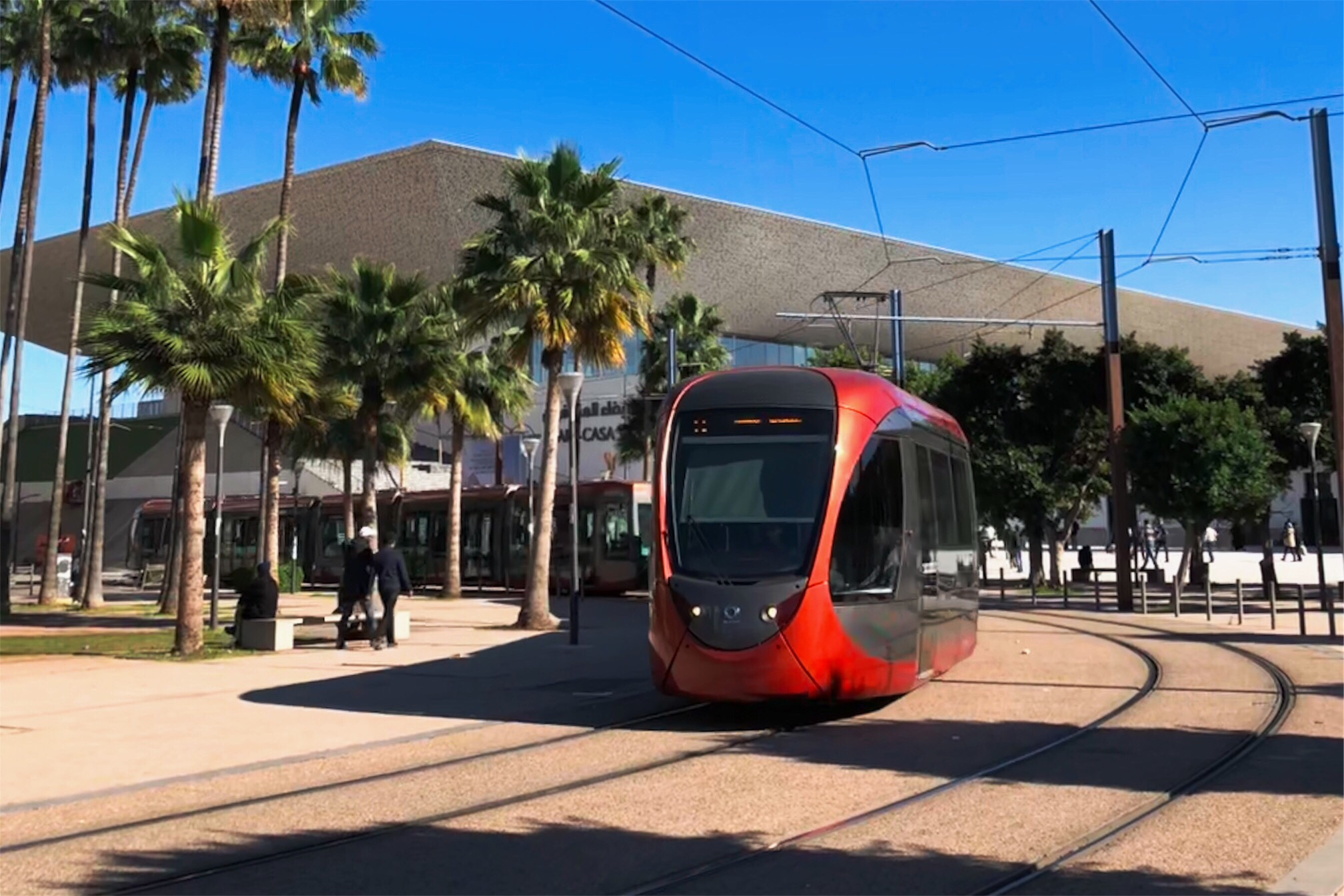
الطرامواي على الخط الأول يمر أمام محطة الدار البيضاء المسافرين